# دیوید جیل (ورزشکار)
دیوید جیل (انگلیسی: David Giles؛ زادهٔ ۲۷ سپتامبر ۱۹۶۴) قایقران اهل استرالیا است.